# LGV Bordeaux–Toulouse
| Streckenverlauf |                      |                                                                                             |                                                                                             |
| Streckennummer (SNCF): | 452 000              |                                                                                             |                                                                                             |
| Streckenlänge: | 222 km               |                                                                                             |                                                                                             |
| Spurweite: | 1435 mm (Normalspur) |                                                                                             |                                                                                             |
| Stromsystem: | 25 kV 50 Hz ~        |                                                                                             |                                                                                             |
| Streckengeschwindigkeit: | 320 km/h             |                                                                                             |                                                                                             |
| |                      |                                                                                             |                                                                                             |
| \| \| 0,00 \| Bordeaux-Saint-Jean \| Bordeaux-Saint-Jean \| \| \| \| (weitere Betriebsstellen) \| \| \| \| \| \| \| \| \| 13,35 \| Abzw. Saint-Médard (Beginn Neubaustrecke) Bahnstrecke Bordeaux–Sète nach Toulouse-Matabiau \| Abzw. Saint-Médard (Beginn Neubaustrecke) Bahnstrecke Bordeaux–Sète nach Toulouse-Matabiau \| \| \| \| \| \| \| \| 14,59 \| Viaduc du Saucats (Saucats; 400 m) \| Viaduc du Saucats (Saucats; 400 m) \| \| \| \| Bahnstrecke Hostens–Beautiran \| \| \| \| 17,41 \| Viaduc du Gât-mort (Gat-Mort; 430 m) \| Viaduc du Gât-mort (Gat-Mort; 430 m) \| \| \| 20,34 \| Instandhaltungsbasis Saint-Selve \| Instandhaltungsbasis Saint-Selve \| \| \| 21,11 \| PCV de Portets \| PCV de Portets \| \| \| 24,21 \| A62 (90 m) \| A62 (90 m) \| \| \| 24,61 \| Viaduc du Rieufret (60 m) \| Viaduc du Rieufret (60 m) \| \| \| 35,70 \| Viaduc de la Souscouse (60 m) \| Viaduc de la Souscouse (60 m) \| \| \| 37,94 \| Viaduc du Tursan (90 m) \| Viaduc du Tursan (90 m) \| \| \| 39,33 \| PCVE de Balizac (Betriebsgleise und Notbahnsteig östlich) \| PCVE de Balizac (Betriebsgleise und Notbahnsteig östlich) \| \| \| 41,95 \| Viaduc de la Nère (135 m) \| Viaduc de la Nère (135 m) \| \| \| 45,56 \| Viaduc de la Hure (195 m) \| Viaduc de la Hure (195 m) \| \| \| 51,14 \| Viaduc le Baillon (150 m) \| Viaduc le Baillon (150 m) \| \| \| 53,62 \| Viaduc du Taris (50 m) \| Viaduc du Taris (50 m) \| \| \| 60,36 \| Viaduc du Homburens (50 m) \| Viaduc du Homburens (50 m) \| \| \| 64,02 \| Viaduc du Bagéran (130 m) \| Viaduc du Bagéran (130 m) \| \| \| 66,63 \| PCV de Bernos-Beaulac \| PCV de Bernos-Beaulac \| \| \| 67,32 \| Viaduc du Gouaneyre (175 m) \| Viaduc du Gouaneyre (175 m) \| \| \| 68,00 \| Abzw. Bernos-Beaulac; nach Dax \| Abzw. Bernos-Beaulac; nach Dax \| \| \| 70,22 \| Viaduc du Ciron (Ciron; 250 m) \| Viaduc du Ciron (Ciron; 250 m) \| \| \| 70,55 \| A65 (40 m) \| A65 (40 m) \| \| \| 70,90 \| A65 (125 m) \| A65 (125 m) \| \| \| \| Triangle Sud-Gironde \| \| \| \| 73,295,66 \| Abzw. Escaudes; Verbindungskurve „Sud-Sud“ \| Abzw. Escaudes; Verbindungskurve „Sud-Sud“ \| \| \| 3,72 \| Viaduc du Ciron et Barthos (Ciron; 250 m) \| Viaduc du Ciron et Barthos (Ciron; 250 m) \| \| \| \| LGV Bordeaux–Espagne von/nach Dax \| \| \| \| 0,0074,45 \| Abzw. Cudos; von Dax \| Abzw. Cudos; von Dax \| \| \| 76,79 \| Viaduc du Barthos (125 m) \| Viaduc du Barthos (125 m) \| \| \| 90,70 \| PCVE de Pindères (Betriebsgleise und Notbahnsteig östlich) \| PCVE de Pindères (Betriebsgleise und Notbahnsteig östlich) \| \| \| 99,87 \| Viaduc de l'Avenceot (40 m) \| Viaduc de l'Avenceot (40 m) \| \| \| 104,41 \| Viaduc de l'Avance (170 m) \| Viaduc de l'Avance (170 m) \| \| \| 107,52 \| PCV de Fargues-sur-Ourbise \| PCV de Fargues-sur-Ourbise \| \| \| 114,59 \| Viaduc de Moureau (270 m) \| Viaduc de Moureau (270 m) \| \| \| 116,13 \| Viaduc de Bénac (95 m) \| Viaduc de Bénac (95 m) \| \| \| 116,98 \| Viaduc du Cousteau (80 m) \| Viaduc du Cousteau (80 m) \| \| \| 118,47 \| Viaduc du Berdoulet (135 m) \| Viaduc du Berdoulet (135 m) \| \| \| 119,59 \| Viaduc du Pinot (110 m) \| Viaduc du Pinot (110 m) \| \| \| 120,44 \| Viaduc de l'affluent du Pinot (120 m) \| Viaduc de l'affluent du Pinot (120 m) \| \| \| \| Bahnstrecke Port-Sainte-Marie–Riscle \| \| \| \| 121,97 \| Viaduc de la Baïse (Baïse; 1300 m) \| Viaduc de la Baïse (Baïse; 1300 m) \| \| \| 124,41 \| Viaduc du Peyroutet (310 m) \| Viaduc du Peyroutet (310 m) \| \| \| 125,90 \| Viaduc de Saint Martin (180 m) \| Viaduc de Saint Martin (180 m) \| \| \| 134,73 \| A62 (110 m) \| A62 (110 m) \| \| \| 138,00 \| Instandhaltungsbasis Sainte-Colombe-en-Bruilhois (östlich) \| Instandhaltungsbasis Sainte-Colombe-en-Bruilhois (östlich) \| \| \| 138,660,00 \| Abzw. Sainte-Colombe \| Abzw. Sainte-Colombe \| \| \| 139,711,05 \| Gare nouvelle d'Agen \| Gare nouvelle d'Agen \| \| \| \| Verbindungsstrecke Agen (eingleisig) \| \| \| \| 5,06 \| Viaduc du Canal latéral à la Garonne (Canal de Garonne; 315 m) \| Viaduc du Canal latéral à la Garonne (Canal de Garonne; 315 m) \| \| \| 5,61 \| Flutbrücke (275 m) \| Flutbrücke (275 m) \| \| \| 6,15 \| Viaduc de la Garonne (Garonne; 565 m) \| Viaduc de la Garonne (Garonne; 565 m) \| \| \| 6,77131,89 \| Abzw. Colayrac; Bahnstrecke Bordeaux–Sète von Marmande \| Abzw. Colayrac; Bahnstrecke Bordeaux–Sète von Marmande \| \| \| \| \| \| \| \| 135,49 \| Agen \| Agen \| \| \| 144,81 \| Überdeckung Agen (530 m) \| Überdeckung Agen (530 m) \| \| \| 145,29 \| Viaduc du Brimont (130 m) \| Viaduc du Brimont (130 m) \| \| \| 146,50 \| Viaduc de Jorle (180/140 m) \| Viaduc de Jorle (180/140 m) \| \| \| 146,66 \| Tunnel de Moirax (1865 m) \| Tunnel de Moirax (1865 m) \| \| \| 148,53 \| \| \| \| \| 148,95 \| Viaduc de Layrac (A 62; 195 m) \| Viaduc de Layrac (A 62; 195 m) \| \| \| 149,80 \| Viaduc du Gers (Gers; 565 m) \| Viaduc du Gers (Gers; 565 m) \| \| \| 150,45 \| Bahnstrecke Bon-Encontre–Vic-en-Bigorre \| Bahnstrecke Bon-Encontre–Vic-en-Bigorre \| \| \| 150,79 \| A62 (210 m) \| A62 (210 m) \| \| \| 151,12 \| Flutbrücke (245 m) \| Flutbrücke (245 m) \| \| \| 152,05 \| Viaduc Gravière de Layrac (225 m) \| Viaduc Gravière de Layrac (225 m) \| \| \| 153,70 \| Flutbrücken 3 × (150/125/105 m) \| Flutbrücken 3 × (150/125/105 m) \| \| \| 154,80 \| Viaduc de l'Estressol (Estressol; 125 m) \| Viaduc de l'Estressol (Estressol; 125 m) \| \| \| 155,27 \| Viaduc de Mengeot (125 m) \| Viaduc de Mengeot (125 m) \| \| \| 157,03 \| Flutbrücke (105 m) \| Flutbrücke (105 m) \| \| \| 159,11 \| Viaduc de l'Aurouét (Auroue; 140 m) \| Viaduc de l'Aurouét (Auroue; 140 m) \| \| \| 160,93 \| PCV de Dunes \| PCV de Dunes \| \| \| 164,41 \| Viaduc de la Caille (490 m) \| Viaduc de la Caille (490 m) \| \| \| 168,75 \| Viaduc de l’Arrats (Arrats; 755 m) \| Viaduc de l’Arrats (Arrats; 755 m) \| \| \| 169,55 \| Überdeckung Auvillar - Gaches (530 m) \| Überdeckung Auvillar - Gaches (530 m) \| \| \| 171,07 \| Viaduc du Profond (180 m) \| Viaduc du Profond (180 m) \| \| \| 171,33 \| Überdeckung A62 (175 m) \| Überdeckung A62 (175 m) \| \| \| 171,70 \| Überdeckung Auvillar-Maurielle (500 m) \| Überdeckung Auvillar-Maurielle (500 m) \| \| \| 173,21 \| Viaduc du Camuson (Cameson; 540 m) \| Viaduc du Camuson (Cameson; 540 m) \| \| \| 174,68 \| Viaduc de la Sardine (225 m) \| Viaduc de la Sardine (225 m) \| \| \| 177,20 \| Viaduc de l'Ayroux (105 m) \| Viaduc de l'Ayroux (105 m) \| \| \| 182,10 \| PCV de Caumont \| PCV de Caumont \| \| \| 182,78 \| Viaduc de la Sère (140 m) \| Viaduc de la Sère (140 m) \| \| \| 188,45 \| Viaduc de Saint-Michel (230 m) \| Viaduc de Saint-Michel (230 m) \| \| \| 189,95 \| Viaduc de Garganvillar (790 m) \| Viaduc de Garganvillar (790 m) \| \| \| \| Gimone \| \| \| \| 190,97 \| Viaduc de la Garonne et de la Gimone (1165 m) \| Viaduc de la Garonne et de la Gimone (1165 m) \| \| \| \| Garonne \| \| \| \| 191,92 \| Viaduc de Méric (350 m) \| Viaduc de Méric (350 m) \| \| \| 192,29 \| Bahnstrecke Castelsarrasin–Beaumont-de-Lomagne \| Bahnstrecke Castelsarrasin–Beaumont-de-Lomagne \| \| \| 192,69 \| Viaduc de Naugillés (80 m) \| Viaduc de Naugillés (80 m) \| \| \| 193,00 \| Flutbrücken 3 × (155/140/75 m) \| Flutbrücken 3 × (155/140/75 m) \| \| \| 195,03 \| Viaduc du Sanguinenc et Brouzidou (450 m) \| Viaduc du Sanguinenc et Brouzidou (450 m) \| \| \| 195,85 \| Canal de Garonne (70 m) \| Canal de Garonne (70 m) \| \| \| 196,59 \| Viaduc de Saint-Porquier (A62; 160 m) \| Viaduc de Saint-Porquier (A62; 160 m) \| \| \| 197,10 \| Viaduc des Parcs (65 m) \| Viaduc des Parcs (65 m) \| \| \| 206,84 \| Viaduc du Canal de Montech (Canal de Montech; 85 m) \| Viaduc du Canal de Montech (Canal de Montech; 85 m) \| \| \| 209,09 \| Gare nouvelle de Montauban Strecke Bordeaux–Sète \| Gare nouvelle de Montauban Strecke Bordeaux–Sète \| \| \| 211,86 \| A20 (90 m) \| A20 (90 m) \| \| \| 215,60 \| Viaduc sur l'A62 (650 m) \| Viaduc sur l'A62 (650 m) \| \| \| 217,27 \| Instandhaltungsbasis Montbartier (westlich) \| Instandhaltungsbasis Montbartier (westlich) \| \| \| 219,01 \| PCV de Campsas \| PCV de Campsas \| \| \| 225,47 \| Tunnel de Pompignan (2030 m) \| Tunnel de Pompignan (2030 m) \| \| \| 227,50 \| \| \| \| \| \| Bahnstrecke Bordeaux–Sète von Montauban \| \| \| \| 227,85 \| Viaduc du Canal latéral à la Garonne (Canal de Garonne; 200 m) \| Viaduc du Canal latéral à la Garonne (Canal de Garonne; 200 m) \| \| \| 229,15 \| Flutbrücke (255 m) \| Flutbrücke (255 m) \| \| \| 230,32 \| Flutbrücke (390 m) \| Flutbrücke (390 m) \| \| \| 231,18 \| Flutbrücke (240 m) \| Flutbrücke (240 m) \| \| \| 231,48 \| PCV de Castelnau d'Estretefonds \| PCV de Castelnau d'Estretefonds \| \| \| \| \| \| \| \| 233,35 \| Viaducs sur l’Hers et le Canal latéral à la Garonne (Hers-Mort/Canal de Garonne; 310/400 m) \| Viaducs sur l’Hers et le Canal latéral à la Garonne (Hers-Mort/Canal de Garonne; 310/400 m) \| \| \| \| \| \| \| \| 235,07239,05 \| Abzw. Saint-Jory (Ende Neubaustrecke) \| Abzw. Saint-Jory (Ende Neubaustrecke) \| \| \| \| (weitere Betriebsstellen) \| \| \| \| \| Toulouse-Matabiau \| \| |                      |                                                                                             |                                                                                             |
| Bahnhof | 0,00                 | Bordeaux-Saint-Jean                                                                         | Bordeaux-Saint-Jean                                                                         |
| |                      | (weitere Betriebsstellen)                                                                   |                                                                                             |
| |                      |                                                                                             |                                                                                             |
| Abzweig ehemals geradeaus und nach links | 13,35                | Abzw. Saint-Médard (Beginn Neubaustrecke) Bahnstrecke Bordeaux–Sète nach Toulouse-Matabiau  | Abzw. Saint-Médard (Beginn Neubaustrecke) Bahnstrecke Bordeaux–Sète nach Toulouse-Matabiau  |
| |                      |                                                                                             |                                                                                             |
| Brücke über Wasserlauf (Strecke außer Betrieb) | 14,59                | Viaduc du Saucats (Saucats; 400 m)                                                          | Viaduc du Saucats (Saucats; 400 m)                                                          |
| Kreuzung (Strecken außer Betrieb) |                      | Bahnstrecke Hostens–Beautiran                                                               | Bahnstrecke Hostens–Beautiran                                                               |
| Brücke über Wasserlauf (Strecke außer Betrieb) | 17,41                | Viaduc du Gât-mort (Gat-Mort; 430 m)                                                        | Viaduc du Gât-mort (Gat-Mort; 430 m)                                                        |
| Blockstelle (Strecke außer Betrieb) | 20,34                | Instandhaltungsbasis Saint-Selve                                                            | Instandhaltungsbasis Saint-Selve                                                            |
| Überleitstelle / Spurwechsel (Strecke außer Betrieb) | 21,11                | PCV de Portets                                                                              | PCV de Portets                                                                              |
| Brücke (Strecke außer Betrieb) | 24,21                | A62 (90 m)                                                                                  | A62 (90 m)                                                                                  |
| Brücke über Wasserlauf (Strecke außer Betrieb) | 24,61                | Viaduc du Rieufret (60 m)                                                                   | Viaduc du Rieufret (60 m)                                                                   |
| Brücke über Wasserlauf (Strecke außer Betrieb) | 35,70                | Viaduc de la Souscouse (60 m)                                                               | Viaduc de la Souscouse (60 m)                                                               |
| Brücke über Wasserlauf (Strecke außer Betrieb) | 37,94                | Viaduc du Tursan (90 m)                                                                     | Viaduc du Tursan (90 m)                                                                     |
| Dienststation / Betriebs- oder Güterbahnhof (Strecke außer Betrieb) | 39,33                | PCVE de Balizac (Betriebsgleise und Notbahnsteig östlich)                                   | PCVE de Balizac (Betriebsgleise und Notbahnsteig östlich)                                   |
| Brücke über Wasserlauf (Strecke außer Betrieb) | 41,95                | Viaduc de la Nère (135 m)                                                                   | Viaduc de la Nère (135 m)                                                                   |
| Brücke über Wasserlauf (Strecke außer Betrieb) | 45,56                | Viaduc de la Hure (195 m)                                                                   | Viaduc de la Hure (195 m)                                                                   |
| Brücke über Wasserlauf (Strecke außer Betrieb) | 51,14                | Viaduc le Baillon (150 m)                                                                   | Viaduc le Baillon (150 m)                                                                   |
| Brücke über Wasserlauf (Strecke außer Betrieb) | 53,62                | Viaduc du Taris (50 m)                                                                      | Viaduc du Taris (50 m)                                                                      |
| Brücke über Wasserlauf (Strecke außer Betrieb) | 60,36                | Viaduc du Homburens (50 m)                                                                  | Viaduc du Homburens (50 m)                                                                  |
| Brücke über Wasserlauf (Strecke außer Betrieb) | 64,02                | Viaduc du Bagéran (130 m)                                                                   | Viaduc du Bagéran (130 m)                                                                   |
| Überleitstelle / Spurwechsel (Strecke außer Betrieb) | 66,63                | PCV de Bernos-Beaulac                                                                       | PCV de Bernos-Beaulac                                                                       |
| Brücke über Wasserlauf (Strecke außer Betrieb) | 67,32                | Viaduc du Gouaneyre (175 m)                                                                 | Viaduc du Gouaneyre (175 m)                                                                 |
| Strecke von links (außer Betrieb) · Strecke quer (außer Betrieb) · Abzweig geradeaus und nach rechts (Strecke außer Betrieb) | 68,00                | Abzw. Bernos-Beaulac; nach Dax                                                              | Abzw. Bernos-Beaulac; nach Dax                                                              |
| Strecke (außer Betrieb) · Brücke über Wasserlauf (Strecke außer Betrieb) | 70,22                | Viaduc du Ciron (Ciron; 250 m)                                                              | Viaduc du Ciron (Ciron; 250 m)                                                              |
| Strecke (außer Betrieb) · Brücke (Strecke außer Betrieb) | 70,55                | A65 (40 m)                                                                                  | A65 (40 m)                                                                                  |
| Brücke (Strecke außer Betrieb) · Strecke (außer Betrieb) | 70,90                | A65 (125 m)                                                                                 | A65 (125 m)                                                                                 |
| Strecke (außer Betrieb) · Strecke (außer Betrieb) |                      | Triangle Sud-Gironde                                                                        | Triangle Sud-Gironde                                                                        |
| Abzweig geradeaus und von links (Strecke außer Betrieb) · Strecke von rechts (außer Betrieb) · Strecke (außer Betrieb) | 73,295,66            | Abzw. Escaudes; Verbindungskurve „Sud-Sud“                                                  | Abzw. Escaudes; Verbindungskurve „Sud-Sud“                                                  |
| Strecke (außer Betrieb) · Brücke über Wasserlauf (Strecke außer Betrieb) · Strecke (außer Betrieb) | 3,72                 | Viaduc du Ciron et Barthos (Ciron; 250 m)                                                   | Viaduc du Ciron et Barthos (Ciron; 250 m)                                                   |
| Strecke (außer Betrieb) · Strecke (außer Betrieb) · Strecke (außer Betrieb) |                      | LGV Bordeaux–Espagne von/nach Dax                                                           | LGV Bordeaux–Espagne von/nach Dax                                                           |
| Strecke nach links (außer Betrieb) · Abzweig geradeaus und von rechts (Strecke außer Betrieb) | 0,0074,45            | Abzw. Cudos; von Dax                                                                        | Abzw. Cudos; von Dax                                                                        |
| Brücke über Wasserlauf (Strecke außer Betrieb) | 76,79                | Viaduc du Barthos (125 m)                                                                   | Viaduc du Barthos (125 m)                                                                   |
| Dienststation / Betriebs- oder Güterbahnhof (Strecke außer Betrieb) | 90,70                | PCVE de Pindères (Betriebsgleise und Notbahnsteig östlich)                                  | PCVE de Pindères (Betriebsgleise und Notbahnsteig östlich)                                  |
| Brücke über Wasserlauf (Strecke außer Betrieb) | 99,87                | Viaduc de l'Avenceot (40 m)                                                                 | Viaduc de l'Avenceot (40 m)                                                                 |
| Brücke über Wasserlauf (Strecke außer Betrieb) | 104,41               | Viaduc de l'Avance (170 m)                                                                  | Viaduc de l'Avance (170 m)                                                                  |
| Überleitstelle / Spurwechsel (Strecke außer Betrieb) | 107,52               | PCV de Fargues-sur-Ourbise                                                                  | PCV de Fargues-sur-Ourbise                                                                  |
| Brücke über Wasserlauf (Strecke außer Betrieb) | 114,59               | Viaduc de Moureau (270 m)                                                                   | Viaduc de Moureau (270 m)                                                                   |
| Brücke über Wasserlauf (Strecke außer Betrieb) | 116,13               | Viaduc de Bénac (95 m)                                                                      | Viaduc de Bénac (95 m)                                                                      |
| Brücke über Wasserlauf (Strecke außer Betrieb) | 116,98               | Viaduc du Cousteau (80 m)                                                                   | Viaduc du Cousteau (80 m)                                                                   |
| Brücke über Wasserlauf (Strecke außer Betrieb) | 118,47               | Viaduc du Berdoulet (135 m)                                                                 | Viaduc du Berdoulet (135 m)                                                                 |
| Brücke über Wasserlauf (Strecke außer Betrieb) | 119,59               | Viaduc du Pinot (110 m)                                                                     | Viaduc du Pinot (110 m)                                                                     |
| Brücke über Wasserlauf (Strecke außer Betrieb) | 120,44               | Viaduc de l'affluent du Pinot (120 m)                                                       | Viaduc de l'affluent du Pinot (120 m)                                                       |
| Kreuzung Anfang Hochstrecke (Strecken außer Betrieb) |                      | Bahnstrecke Port-Sainte-Marie–Riscle                                                        | Bahnstrecke Port-Sainte-Marie–Riscle                                                        |
| Strecke unter Wasserlauf Ende Hochstrecke (Strecke außer Betrieb) | 121,97               | Viaduc de la Baïse (Baïse; 1300 m)                                                          | Viaduc de la Baïse (Baïse; 1300 m)                                                          |
| Brücke über Wasserlauf (Strecke außer Betrieb) | 124,41               | Viaduc du Peyroutet (310 m)                                                                 | Viaduc du Peyroutet (310 m)                                                                 |
| Brücke über Wasserlauf (Strecke außer Betrieb) | 125,90               | Viaduc de Saint Martin (180 m)                                                              | Viaduc de Saint Martin (180 m)                                                              |
| Brücke (Strecke außer Betrieb) | 134,73               | A62 (110 m)                                                                                 | A62 (110 m)                                                                                 |
| Blockstelle (Strecke außer Betrieb) | 138,00               | Instandhaltungsbasis Sainte-Colombe-en-Bruilhois (östlich)                                  | Instandhaltungsbasis Sainte-Colombe-en-Bruilhois (östlich)                                  |
| Abzweig geradeaus und nach links (Strecke außer Betrieb) · Strecke von rechts (außer Betrieb) | 138,660,00           | Abzw. Sainte-Colombe                                                                        | Abzw. Sainte-Colombe                                                                        |
| Bahnhof (Strecke außer Betrieb) · Bahnhof (Strecke außer Betrieb) | 139,711,05           | Gare nouvelle d'Agen                                                                        | Gare nouvelle d'Agen                                                                        |
| Strecke (außer Betrieb) |                      | Verbindungsstrecke Agen (eingleisig)                                                        | Verbindungsstrecke Agen (eingleisig)                                                        |
| Brücke über Wasserlauf (Strecke außer Betrieb) | 5,06                 | Viaduc du Canal latéral à la Garonne (Canal de Garonne; 315 m)                              | Viaduc du Canal latéral à la Garonne (Canal de Garonne; 315 m)                              |
| Brücke (Strecke außer Betrieb) | 5,61                 | Flutbrücke (275 m)                                                                          | Flutbrücke (275 m)                                                                          |
| Brücke über Wasserlauf (Strecke außer Betrieb) | 6,15                 | Viaduc de la Garonne (Garonne; 565 m)                                                       | Viaduc de la Garonne (Garonne; 565 m)                                                       |
| Abzweig ehemals geradeaus und von links | 6,77131,89           | Abzw. Colayrac; Bahnstrecke Bordeaux–Sète von Marmande                                      | Abzw. Colayrac; Bahnstrecke Bordeaux–Sète von Marmande                                      |
| |                      |                                                                                             |                                                                                             |
| Bahnhof | 135,49               | Agen                                                                                        | Agen                                                                                        |
| Tunnel (Strecke außer Betrieb) | 144,81               | Überdeckung Agen (530 m)                                                                    | Überdeckung Agen (530 m)                                                                    |
| Brücke über Wasserlauf (Strecke außer Betrieb) | 145,29               | Viaduc du Brimont (130 m)                                                                   | Viaduc du Brimont (130 m)                                                                   |
| Brücke über Wasserlauf (Strecke außer Betrieb) | 146,50               | Viaduc de Jorle (180/140 m)                                                                 | Viaduc de Jorle (180/140 m)                                                                 |
| Tunnelanfang (Strecke außer Betrieb) | 146,66               | Tunnel de Moirax (1865 m)                                                                   | Tunnel de Moirax (1865 m)                                                                   |
| Tunnelende (Strecke außer Betrieb) | 148,53               |                                                                                             |                                                                                             |
| Brücke (Strecke außer Betrieb) | 148,95               | Viaduc de Layrac (A 62; 195 m)                                                              | Viaduc de Layrac (A 62; 195 m)                                                              |
| Brücke über Wasserlauf (Strecke außer Betrieb) | 149,80               | Viaduc du Gers (Gers; 565 m)                                                                | Viaduc du Gers (Gers; 565 m)                                                                |
| Kreuzung geradeaus oben (Strecke geradeaus außer Betrieb) | 150,45               | Bahnstrecke Bon-Encontre–Vic-en-Bigorre                                                     | Bahnstrecke Bon-Encontre–Vic-en-Bigorre                                                     |
| Brücke (Strecke außer Betrieb) | 150,79               | A62 (210 m)                                                                                 | A62 (210 m)                                                                                 |
| Brücke (Strecke außer Betrieb) | 151,12               | Flutbrücke (245 m)                                                                          | Flutbrücke (245 m)                                                                          |
| Brücke (Strecke außer Betrieb) | 152,05               | Viaduc Gravière de Layrac (225 m)                                                           | Viaduc Gravière de Layrac (225 m)                                                           |
| Brücke (Strecke außer Betrieb) | 153,70               | Flutbrücken 3 × (150/125/105 m)                                                             | Flutbrücken 3 × (150/125/105 m)                                                             |
| Brücke über Wasserlauf (Strecke außer Betrieb) | 154,80               | Viaduc de l'Estressol (Estressol; 125 m)                                                    | Viaduc de l'Estressol (Estressol; 125 m)                                                    |
| Brücke über Wasserlauf (Strecke außer Betrieb) | 155,27               | Viaduc de Mengeot (125 m)                                                                   | Viaduc de Mengeot (125 m)                                                                   |
| Brücke (Strecke außer Betrieb) | 157,03               | Flutbrücke (105 m)                                                                          | Flutbrücke (105 m)                                                                          |
| Brücke über Wasserlauf (Strecke außer Betrieb) | 159,11               | Viaduc de l'Aurouét (Auroue; 140 m)                                                         | Viaduc de l'Aurouét (Auroue; 140 m)                                                         |
| Überleitstelle / Spurwechsel (Strecke außer Betrieb) | 160,93               | PCV de Dunes                                                                                | PCV de Dunes                                                                                |
| Brücke über Wasserlauf (Strecke außer Betrieb) | 164,41               | Viaduc de la Caille (490 m)                                                                 | Viaduc de la Caille (490 m)                                                                 |
| Brücke über Wasserlauf (Strecke außer Betrieb) | 168,75               | Viaduc de l’Arrats (Arrats; 755 m)                                                          | Viaduc de l’Arrats (Arrats; 755 m)                                                          |
| Tunnel (Strecke außer Betrieb) | 169,55               | Überdeckung Auvillar - Gaches (530 m)                                                       | Überdeckung Auvillar - Gaches (530 m)                                                       |
| Brücke über Wasserlauf (Strecke außer Betrieb) | 171,07               | Viaduc du Profond (180 m)                                                                   | Viaduc du Profond (180 m)                                                                   |
| Tunnel (Strecke außer Betrieb) | 171,33               | Überdeckung A62 (175 m)                                                                     | Überdeckung A62 (175 m)                                                                     |
| Tunnel (Strecke außer Betrieb) | 171,70               | Überdeckung Auvillar-Maurielle (500 m)                                                      | Überdeckung Auvillar-Maurielle (500 m)                                                      |
| Brücke über Wasserlauf (Strecke außer Betrieb) | 173,21               | Viaduc du Camuson (Cameson; 540 m)                                                          | Viaduc du Camuson (Cameson; 540 m)                                                          |
| Brücke über Wasserlauf (Strecke außer Betrieb) | 174,68               | Viaduc de la Sardine (225 m)                                                                | Viaduc de la Sardine (225 m)                                                                |
| Brücke über Wasserlauf (Strecke außer Betrieb) | 177,20               | Viaduc de l'Ayroux (105 m)                                                                  | Viaduc de l'Ayroux (105 m)                                                                  |
| Überleitstelle / Spurwechsel (Strecke außer Betrieb) | 182,10               | PCV de Caumont                                                                              | PCV de Caumont                                                                              |
| Brücke über Wasserlauf (Strecke außer Betrieb) | 182,78               | Viaduc de la Sère (140 m)                                                                   | Viaduc de la Sère (140 m)                                                                   |
| Brücke über Wasserlauf (Strecke außer Betrieb) | 188,45               | Viaduc de Saint-Michel (230 m)                                                              | Viaduc de Saint-Michel (230 m)                                                              |
| Brücke (Strecke außer Betrieb) | 189,95               | Viaduc de Garganvillar (790 m)                                                              | Viaduc de Garganvillar (790 m)                                                              |
| Strecke unter Wasserlauf Anfang Hochstrecke (Strecke außer Betrieb) |                      | Gimone                                                                                      | Gimone                                                                                      |
| Strecke (außer Betrieb) | 190,97               | Viaduc de la Garonne et de la Gimone (1165 m)                                               | Viaduc de la Garonne et de la Gimone (1165 m)                                               |
| Strecke unter Wasserlauf Ende Hochstrecke (Strecke außer Betrieb) |                      | Garonne                                                                                     | Garonne                                                                                     |
| Brücke (Strecke außer Betrieb) | 191,92               | Viaduc de Méric (350 m)                                                                     | Viaduc de Méric (350 m)                                                                     |
| Kreuzung geradeaus oben (Strecke geradeaus außer Betrieb) | 192,29               | Bahnstrecke Castelsarrasin–Beaumont-de-Lomagne                                              | Bahnstrecke Castelsarrasin–Beaumont-de-Lomagne                                              |
| Brücke über Wasserlauf (Strecke außer Betrieb) | 192,69               | Viaduc de Naugillés (80 m)                                                                  | Viaduc de Naugillés (80 m)                                                                  |
| Brücke (Strecke außer Betrieb) | 193,00               | Flutbrücken 3 × (155/140/75 m)                                                              | Flutbrücken 3 × (155/140/75 m)                                                              |
| Brücke über Wasserlauf (Strecke außer Betrieb) | 195,03               | Viaduc du Sanguinenc et Brouzidou (450 m)                                                   | Viaduc du Sanguinenc et Brouzidou (450 m)                                                   |
| Brücke über Wasserlauf (Strecke außer Betrieb) | 195,85               | Canal de Garonne (70 m)                                                                     | Canal de Garonne (70 m)                                                                     |
| Brücke (Strecke außer Betrieb) | 196,59               | Viaduc de Saint-Porquier (A62; 160 m)                                                       | Viaduc de Saint-Porquier (A62; 160 m)                                                       |
| Brücke über Wasserlauf (Strecke außer Betrieb) | 197,10               | Viaduc des Parcs (65 m)                                                                     | Viaduc des Parcs (65 m)                                                                     |
| Brücke über Wasserlauf (Strecke außer Betrieb) | 206,84               | Viaduc du Canal de Montech (Canal de Montech; 85 m)                                         | Viaduc du Canal de Montech (Canal de Montech; 85 m)                                         |
| ehemaliger Turmbahnhof geradeaus oben (Strecke geradeaus außer Betrieb) | 209,09               | Gare nouvelle de Montauban Strecke Bordeaux–Sète                                            | Gare nouvelle de Montauban Strecke Bordeaux–Sète                                            |
| Brücke (Strecke außer Betrieb) | 211,86               | A20 (90 m)                                                                                  | A20 (90 m)                                                                                  |
| Brücke (Strecke außer Betrieb) | 215,60               | Viaduc sur l'A62 (650 m)                                                                    | Viaduc sur l'A62 (650 m)                                                                    |
| Blockstelle (Strecke außer Betrieb) | 217,27               | Instandhaltungsbasis Montbartier (westlich)                                                 | Instandhaltungsbasis Montbartier (westlich)                                                 |
| Überleitstelle / Spurwechsel (Strecke außer Betrieb) | 219,01               | PCV de Campsas                                                                              | PCV de Campsas                                                                              |
| Tunnelanfang (Strecke außer Betrieb) | 225,47               | Tunnel de Pompignan (2030 m)                                                                | Tunnel de Pompignan (2030 m)                                                                |
| Tunnelende (Strecke außer Betrieb) | 227,50               |                                                                                             |                                                                                             |
| Kreuzung Anfang Hochstrecke (Strecke geradeaus außer Betrieb) |                      | Bahnstrecke Bordeaux–Sète von Montauban                                                     | Bahnstrecke Bordeaux–Sète von Montauban                                                     |
| Strecke unter Wasserlauf Ende Hochstrecke (Strecke außer Betrieb) | 227,85               | Viaduc du Canal latéral à la Garonne (Canal de Garonne; 200 m)                              | Viaduc du Canal latéral à la Garonne (Canal de Garonne; 200 m)                              |
| Brücke (Strecke außer Betrieb) | 229,15               | Flutbrücke (255 m)                                                                          | Flutbrücke (255 m)                                                                          |
| Brücke (Strecke außer Betrieb) | 230,32               | Flutbrücke (390 m)                                                                          | Flutbrücke (390 m)                                                                          |
| Brücke (Strecke außer Betrieb) | 231,18               | Flutbrücke (240 m)                                                                          | Flutbrücke (240 m)                                                                          |
| Überleitstelle / Spurwechsel (Strecke außer Betrieb) | 231,48               | PCV de Castelnau d'Estretefonds                                                             | PCV de Castelnau d'Estretefonds                                                             |
| |                      |                                                                                             |                                                                                             |
| Brücke über Wasserlauf (Strecke außer Betrieb) | 233,35               | Viaducs sur l’Hers et le Canal latéral à la Garonne (Hers-Mort/Canal de Garonne; 310/400 m) | Viaducs sur l’Hers et le Canal latéral à la Garonne (Hers-Mort/Canal de Garonne; 310/400 m) |
| |                      |                                                                                             |                                                                                             |
| Abzweig ehemals geradeaus und von links | 235,07239,05         | Abzw. Saint-Jory (Ende Neubaustrecke)                                                       | Abzw. Saint-Jory (Ende Neubaustrecke)                                                       |
| |                      | (weitere Betriebsstellen)                                                                   |                                                                                             |
| Bahnhof |                      | Toulouse-Matabiau                                                                           | Toulouse-Matabiau                                                                           |

Die LGV Bordeaux–Toulouse, kurz für Ligne à grande vitesse Bordeaux–Toulouse, ist eine in Bau befindliche, 222 Kilometer lange, Schnellfahrstrecke in Frankreich zwischen Saint-Médard d’Eyrans, südlich von Bordeaux, und Saint-Jory, nördlich von Toulouse. Die Strecke ist für den schnellen Personenfernverkehr (TGV-Züge) vorgesehen und erfüllt zwei Funktionen: Zum einen wird sie die Regionalhauptstadt Toulouse an das Hochgeschwindigkeitsstreckennetz Frankreichs anbinden. Zum anderen stellt sie den ersten Abschnitt einer Hochgeschwindigkeitsquerverbindung zwischen Atlantik und Mittelmeer dar. Zusammen mit der parallel zu errichtenden LGV Bordeaux–Espagne bildet die neue Strecke die Grand Projet ferroviaire du Sud-Ouest (GPSO). Nach 55 Kilometern gemeinsamer Trasse trennen sich beide Strecken in der Nähe des Ortes Bernos-Beaulac im Süden des Départements Gironde.
Die Strecke soll im Abschnitt Saint-Médard d'Eyrans–Bernos-Beaulac auch von schnellen Güterzügen (v≥160 km/h) befahren werden können. In der Nähe von Agen und Montauban ist jeweils ein neuer Bahnhof an der Neubaustrecke geplant, welche über Umsteigemöglichkeiten zum Regionalverkehr verfügen werden.
Die Baumaßnahmen begannen 2024, mit dem Ausbau der Bestandsstrecken südlich von Bordeaux und nördlich von Toulouse. Die Inbetriebnahme der Strecke ist für 2032 geplant. Die Baukosten werden für die Neubaustrecke auf 6,347 Milliarden Euro und für den Ausbau der Bestandsstrecken auf 1,476 Milliarden Euro geschätzt (jeweils Preisstand 2020).

## Streckenverlauf

### Bordeaux–Sud-Gironde
Die eigentliche Neubaustrecke beginnt südlich von Bordeaux in der Gemeinde Saint-Médard d’Eyrans beim km 13,35 der Bahnstrecke Bordeaux–Sète. Der Abschnitt zwischen dem Bahnhof Bordeaux Saint-Jean und Saint-Médard d'Eyrans wird dreigleisig ausgebaut um eine ausreichende Kapazität für den Fern- und Regionalverkehr sicherzustellen.
Die Neubaustrecke trennt sich von der Altstrecke in südöstlicher Richtung, bevor sie auf Höhe der Gemeinde Saint-Michel-de-Rieufret nach Süden schwenkt. Die Strecke durchquert auf etwa 15 km den Regionalen Naturpark Landes de Gascogne. Anschließend dreht die Neubaustrecke nach Osten ab und erreicht nach 55 km das Triangle Sud-Gironde wo die LGV Bordeaux–Espagne in Richtung Dax abzweigt. Hier entsteht auch eine direkte Verbindung aus Richtung Dax nach Toulouse.

### Sud-Gironde–Toulouse
Die Strecke nach Toulouse verläuft weiter innerhalb der Landes de Gascogne bis Ambrus, wo das Weinbaugebiet Buzet durchquert wird. Anschließend wird das Tal der Garonne erreicht, ab wo eine teilweise Bündelung mit der Autobahn A62 erfolgt. Westlich von Agen in der Gemeinde Brax kommt der neue Bahnhof Agen zu liegen. Für die Erschließung durch den Regionalverkehr vom heutigen Bahnhof Agen wird eine eingleisige, ca. 6,8 km lange, Verbindungsstrecke zur Altstrecke erstellt.
Der Flughafen Agen wird südlich umfahren, bevor der Tunnel de Moirax erreicht wird, der ein zweimaliges Überqueren der Garonne vermeidet. Auf Höhe der Gemeinde Saint-Nicolas-de-la-Grave endet die Bündelung mit der A62 und die Strecke umfährt Castelsarrasin in einem großen Bogen südlich. Dabei wird die Garonne mittels eines 1165 m langen Viadukts gequert. In der Folge schwenkt die Strecke in Richtung Montauban, sodass südlich davon der neue Bahnhof Montauban im Bereich der Überquerung der Bestandsstrecke Bordeaux–Toulouse angeordnet werden kann und so die Umsteigemöglichkeit auf den Regionalverkehr ermöglicht wird.
Die Strecke führt nun in südlicher Richtung wieder in Bündelung zur A62 bis in das Weinbaugebiet Côtes du Frontonnais. Bevor das Tal der Garonne erreicht wird, wird der Tunnel de Pompignan durchquert. Kurz nach Überqueren der Hers-Mort wird die Altstrecke auf Gemeindegebiet Saint-Jory erreicht wo die Neubaustrecke niveaufrei einfädelt. Die Streckenlänge Bordeaux–Toulouse über die Neubaustrecke ist ca. 4 km kürzer als die bestehende Strecke.
Der folgende bestehende Streckenabschnitt wird ertüchtigt, indem er auf vier Gleise ausgebaut wird und abschnittsweise eine Erhöhung der Geschwindigkeit auf 160 km/h erfolgt.

## Geschichte

### Erste Studien
In den Jahren 2002 bis 2004 war die Hochgeschwindigkeitsstrecke Objekt offizieller Studien. Diese kamen zu folgenden Ergebnissen:
- Die Linie soll die bisherigen Bahnhöfe Bordeaux Saint-Jean und Toulouse Matabiau miteinander verbinden.
- Als Zwischenhalte sind Agen und Montauban vorgesehen.
- Zwischen Agen und Toulouse wird die Strecke der Autobahn A 62 und dem Tal der Garonne folgen.

Im zweiten Halbjahr 2005 fanden öffentliche Anhörungen (débat publique) zum Projekt statt. Grundlage war ein zehn Kilometer breiter Korridor, innerhalb dessen die Trasse liegen würde. Auf Basis der Ergebnisse beschloss der Vorstand der französischen Netzgesellschaft Réseau ferré de France (RFF, heute SNCF Réseau) am 13. April 2006 die Konkretisierung des Projektes. Montauban soll über einen neu zu bauenden Bahnhof bedient werden, für Agen wurden zwei Varianten untersucht. Favorisiert wird die südlich der Garonne verlaufende Trasse, die einen Tunnel beinhaltet.
Am 21. Mai 2007 einigten sich die Gebietskörperschaften der Region Midi-Pyrénées über die Aufteilung ihres Kostenbeitrages. Am 11. Januar 2010 veröffentlichte RFF die auf einen Kilometer präzisierte Trassenführung. Dem Widerstand, der sich seither unter den betroffenen Anliegern regt, wurden kaum Erfolgsaussichten eingeräumt. Auch die regionalen Politiker der französischen Grünen stimmen dem Projekt zähneknirschend zu, da es als das kleinere Übel gegenüber einem Ausbau des überlasteten Flughafens Toulouse-Blagnac angesehen wird. Am 9. Januar 2012 verabschiedete der Lenkungsausschuss, der sich aus den Repräsentanten der Regionen Midi-Pyrénées und Aquitaine, den betroffenen nationalen Ministern und dem Präsidenten des RFF zusammensetzt, die endgültige Trassenführung.
Die Alternative einer Modernisierung der bestehenden Trasse hätte zwar nur 780 Millionen Euro gekostet, wurde jedoch aufgrund der geringen Fahrzeitverkürzung um nur zehn Minuten von der französischen Netzgesellschaft Réseau ferré de France abgelehnt.

### Planung
Die Phase der öffentlichen Anhörung begann am 14. Oktober 2014. Die Erklärung, dass das Projekt im öffentlichen Interesse ist (déclaration d’utilité publique), erfolgte am 2. Juni 2016. Einsprüche dagegen wurden am 29. Juni 2017 vom Verwaltungsgericht Bordeaux und am 15. Juni 2018 vom Verwaltungsgericht Toulouse gutgeheißen; diese Urteile wurden jedoch 2019 bzw. 2020 von der Berufungsinstanz aufgehoben. Das öffentliche Interesse war auch vom Conseil d’État am 11. April 2018 bestätigt worden.
Im Januar 2020 wurde der Baubeginn für 2022 angekündigt, die Dauer der sich daran anschließenden Arbeiten mit sieben Jahren angegeben. Anlässlich einer Finanzierungszusage der französischen Regierung wurde im April 2021 ein Baubeginn im Jahr 2024 erhofft. Am 7. Mai 2024 wurden die Bauarbeiten aufgenommen und von einer Inbetriebnahme im Jahr 2032 ausgegangen.
Im März 2022 wurde der Finanzierungsplan für die Strecke Bordeaux–Toulouse und die Ausbauten südlich von Bordeaux und nördlich von Toulouse vom französischen Staat und den Gebietskörperschaften unterschrieben. Dieser umfasst eine Investitionssumme von total 10,3 Milliarden Euro, wobei der französische Staat und die Gebietskörperschaften je 40 % tragen werden, die restlichen 20 % sollen von der Europäischen Union beigesteuert werden. Bei Baubeginn 2025 wurden die Baukosten mit 14,3 Milliarden Euro angegeben.

### Angedachte Weiterführung
Mit der Neubaustrecke Toulouse–Narbonne soll der Lückenschluss mit der geplanten Neubaustrecke Montpellier–Perpignan erstellt werden. Somit wären die Netze TGV Atlantique, mit Ursprung im Bahnhof Paris-Montparnasse, und TGV Méditerranée, mit Ursprung im Bahnhof Paris-Gare-de-Lyon, miteinander verbunden. Im April 2010 gab RFF Vorstudien für diese Strecke in Auftrag. Diese wurden bis Anfang Oktober 2012 fertiggestellt, womit als Nächstes die Durchführung einer öffentlichen Debatte (débat publique) anstehen würde. Die Kommission Mobilité 21 gab, in einem im Juni 2013 veröffentlichten Bericht, an das Projekt nicht als vordringlich einzustufen und eine Realisierung erst nach 2050 in Angriff zu nehmen und vorerst die Studien zu unterbrechen. Seitdem ist das Projekt gestoppt.

## Infrastruktur
Die Strecke weist eine Länge von 222 km auf und soll mit bis zu 320 km/h befahren werden. Für den Anschluss des neuen Bahnhofs Agen an das Bestandsnetz wird eine 6,8 km lange Verbindungsstrecke erstellt. Die gesamte Strecke wurde auf eine Entwurfsgeschwindigkeit von 350 km/h ausgelegt.
Im Abschnitt Saint-Médard d'Eyrans–Bernos-Beaulac, der für Mischverkehr ausgelegt ist, beträgt der Gleisachsabstand 4,80 m, auf der restlichen Strecke sind es 4,50 m. Der minimale Bogenradius beträgt generell 5900 m. Als Oberbau kommen UIC 60 Schienen mit Monoblockschwellen zum Einsatz. Die Überleitstellen (points de changement de voie, PCV) sind auf eine Geschwindigkeit von 170 km/h ausgelegt, der Abzweig in Richtung Dax bei Bernos-Beaulac erlaubt bis zu 230 km/h. An der Strecke werden zwei Betriebsbahnhöfe (points de changements de voie avec évitement, PCVE) in Balizac (km 39,33) und Pindères (km 90,70) erstellt, welche über ein Überholgleis mit Notbahnsteig und Betriebsgleisen für den Streckenunterhalt verfügen.
Die beiden neuen Bahnhöfe Agen und Montauban werden über zwei 400 m Bahnsteiggleise und zwei mittlere Gleise für durchfahrende Züge verfügen. In Agen werden seitlich daneben zwei separate Gleise für den Regionalverkehr erstellt. In Montauban liegen die zwei Gleise des Regionalverkehrs unter denen der Neubaustrecke im 90°–Winkel.
Die Strecke wird mit Wechselstrom (25 kV, 50 Hz) elektrifiziert. Für die Traktionsstromversorgung sind drei neue Unterwerke zu erstellen, welche in Saint-Léger-de-Balson (ca. km 46,3), Montesquieu (ca. km 131,1) und Montauban (ca. km 207,8) liegen werden. Die Strecke soll ausschließlich mit dem Zugsicherungssystem ETCS Level 2 ausgerüstet werden.

## Betrieb
Die neue Strecke ermöglicht die Anbindung an den schnellen Personenverkehr (TGV) von Bordeaux, Agen, Montauban und Toulouse über die neue Strecke sowie deren Vernetzung mit dem Regionalverkehr (TER) an den neuen Bahnhöfen Agen und Montauban. Weiterhin sollen die Verbindungen vom Mittelmeer (Barcelona, Marseille, Nizza) zur Atlantikküste beschleunigt werden.
Hierzu soll das Angebot ausgebaut werden mit einer größeren Anzahl an Zugpaaren und neuen Verbindungen. Die Fahrzeit zwischen Bordeaux und Toulouse wird sich von 2:05 h bisher (Stand 2023) auf 1:05 h verkürzen mit bis zu 24 täglichen Zugpaaren. Mit Inbetriebnahme der LGV Bordeaux–Espagne und der Verbindungskurve Sud-Sud werden sich die Fahrzeiten zwischen Toulouse und dem Süden von Aquitanien (Dax, Bayonne) um mindestens 1:30 Stunden verkürzen, die Anzahl Zugpaare soll sich gegenüber 2014 auf 13 mehr als verdoppeln.
Für das erste Betriebsjahr wird erwartet, dass ca. 8 Millionen Fahrgäste die neue Strecke nutzen werden, was einem Wachstum um ca. 3 Millionen entspricht gegenüber dem Szenario ohne die Neubaustrecke. Mit Inbetriebnahme der zweiten Strecke des GPSO (LGV Bordeaux–Espagne) werden nochmals 1 Million Fahrgäste zusätzlich pro Jahr prognostiziert.